# Bertold II de Tirol
Bertold II de Tirol (+ 28 de desembre de 1181) fou comte de Tirol, fill i successor d'Albert III de Tirol.
Va succeir al seu pare el 7 de març de 1180. Se l'esmenta ja com a mort en una donació de terres del seu germà Enric (Henricus) a Weissenbrunen a canvi d'oracions per l'ànima de "fratris sui Perchtoldi" (el seu germà Bertold). La necrològica de Wilten esmenta la seva mort el "V de les calendes de gener" i l'anomena Bertholdi. El va succeir el seu germà Enric.